# João Mário
João Mário Naval da Costa Eduardo, född 19 januari 1993 i Porto, är en portugisisk fotbollsspelare som spelar för Beşiktaş, på lån från Benfica. Han spelar även för Portugals fotbollslandslag.

## Klubbkarriär
I januari 2018 lånades João Mário ut till West Ham United över resten av säsongen 2017/2018. Den 27 augusti 2019 lånades João Mário ut till ryska Lokomotiv Moskva på ett låneavtal över säsongen 2019/2020. Den 6 oktober 2020 återvände João Mário till Sporting Lissabon på ett låneavtal över resten av säsongen 2020/2021.
Den 12 juli 2021 kom João Mário överens med Inter om att bryta sitt kontrakt. Följande dag värvades João Mário av Benfica, där han skrev på ett femårskontrakt. Den 4 september 2024 lånades João Mário ut till turkiska Beşiktaş på ett säsongslån med en köpoption inkluderad.

## Meriter

### Klubblag
Sporting
- Portugisiska cupen: 2014/2015
- Supertaça Cândido de Oliveira: 2015